# Personer i Sverige födda i Uzbekistan
Till personer Sverige födda i Uzbekistan räknas personer som är folkbokförda i Sverige och som har sitt ursprung i Uzbekistan. Enligt Statistiska centralbyrån fanns det 2017 i Sverige sammanlagt cirka 4 000 personer födda i Uzbekistan.

## Historisk utveckling

### Födda i Uzbekistan
| Personer i Sverige födda i Uzbekistan 2000–2024 | Personer i Sverige födda i Uzbekistan 2000–2024 | Personer i Sverige födda i Uzbekistan 2000–2024 | Personer i Sverige födda i Uzbekistan 2000–2024 | Personer i Sverige födda i Uzbekistan 2000–2024 |
| ----------------------------------------------- | ----------------------------------------------- | ----------------------------------------------- | ----------------------------------------------- | ----------------------------------------------- |
|                                                 |                                                 |                                                 |                                                 |                                                 |
| År                                              |                                                 |                                                 | Folkmängd                                       |                                                 |
| 2000                                            | 2000                                            |                                                 | 155                                             |                                                 |
| 2001                                            | 2001                                            |                                                 | 188                                             |                                                 |
| 2002                                            | 2002                                            |                                                 | 242                                             |                                                 |
| 2003                                            | 2003                                            |                                                 | 326                                             |                                                 |
| 2004                                            | 2004                                            |                                                 | 441                                             |                                                 |
| 2005                                            | 2005                                            |                                                 | 964                                             |                                                 |
| 2006                                            | 2006                                            |                                                 | 1 326                                           |                                                 |
| 2007                                            | 2007                                            |                                                 | 1 602                                           |                                                 |
| 2008                                            | 2008                                            |                                                 | 1 827                                           |                                                 |
| 2009                                            | 2009                                            |                                                 | 2 073                                           |                                                 |
| 2010                                            | 2010                                            |                                                 | 2 385                                           |                                                 |
| 2011                                            | 2011                                            |                                                 | 2 773                                           |                                                 |
| 2012                                            | 2012                                            |                                                 | 3 085                                           |                                                 |
| 2013                                            | 2013                                            |                                                 | 3 281                                           |                                                 |
| 2014                                            | 2014                                            |                                                 | 3 477                                           |                                                 |
| 2015                                            | 2015                                            |                                                 | 3 612                                           |                                                 |
| 2016                                            | 2016                                            |                                                 | 3 792                                           |                                                 |
| 2017                                            | 2017                                            |                                                 | 3 985                                           |                                                 |
| 2018                                            | 2018                                            |                                                 | 4 236                                           |                                                 |
| 2019                                            | 2019                                            |                                                 | 4 594                                           |                                                 |
| 2020                                            | 2020                                            |                                                 | 4 860                                           |                                                 |
| 2021                                            | 2021                                            |                                                 | 5 326                                           |                                                 |
| 2022                                            | 2022                                            |                                                 | 5 777                                           |                                                 |
| 2023                                            | 2023                                            |                                                 | 6 002                                           |                                                 |
| 2024                                            | 2024                                            |                                                 | 5 969                                           |                                                 |
| Anm.: Befolkning den 31 december respektive år. |                                                 |                                                 |                                                 |                                                 |